# Erik Grahl
Nils Erik Hjalmar Grahl, född den 6 oktober 1898 i Jönköping, död den 25 september 1987 i Stockholm, var en svensk militär.
Grahl blev fänrik vid Upplands artilleriregemente 1919, löjtnant där 1924, vid Svea artilleriregemente 1928 och kapten vid generalstaben 1932, vid Norrbottens artillerikår 1938. Han genomgick Artilleri- och ingenjörhögskolan 1922–1924 och var lärare i krigskonst där 1932–1938 och 1942–1945. Grahl befordrades till major vid Smålands arméartilleriregemente 1940, till överstelöjtnant 1944, vid Gotlands artillerikår 1945, vid försvarsstaben 1948, och till överste 1949. Han var militärattaché i Helsingfors 1948-–1951 och i Bern 1951–1956. Grahl övergick till reserven 1956. Han var militärassistent i generalpoststyrelsen 1956–1964. Grahl blev riddare av Svärdsorden 1940 och av Vasaorden 1946 samt kommendör av Svärdsorden 1954. Han vilar på Solna kyrkogård.